# HardBall 6
A HardBall 6 baseball-videójáték, melyet a MindSpan Technologies fejlesztett és az Accolade jelentetett meg. A játék 1998. április 15-én jelent meg Windowsra, illetve HardBall 99 címmel 1998. november 18-án PlayStationre, kizárólag Észak-Amerikában. A játéknak 1999. március 29-én HardBall 6: 2000 Edition címmel egy az 1999-es Major League Baseball-szezonhoz igazított játékoskeret-frissítése is megjelent.

## Fejlesztés
A játék fejlesztésére a sorozat korábbi tagjaival ellentétben 1 év helyett kettőt szántak, hogy bőségesen legyen idő egy új háromdimenziós videójáték-motor elkészítésére. A játékosok animálásához a motion capture technikát alkalmazták. A játékhoz az elődeivel szemben a Major League Players Association-licenc mellett a Major League Baseball engedélyét is megváltották, így abban nem csak a játékosok, hanem a csapatok is a valós nevükön szerepelnek. A játék újdonságai közé tartozik a többéves szezonmód, illetve az amatőr játékosok draftja. A HardBall 6 volt az első baseballjáték, amely támogatta az MPlayer.com interneten keresztüli többjátékos szolgáltatást. A játék hangkommentátora Greg Papa, aki Al Michaelst váltotta. A játék borítóján Ken Caminiti San Diego Padres-hármasvédő szerepel.
A játék PlayStation-kiadása a tervek szerint 1998 júliusában jelent volna meg, azonban az végül csak 1998 novemberében jelent meg, HardBall 99 címmel.

## Fogadtatás
| Összegzőoldal | Értékelés      | Értékelés |
| Összegzőoldal | PC             | PS        |
| ------------- | -------------- | --------- |
| GameRankings  | 68% (2000) 51% | 64%       |

| Szerző          | Értékelés        | Értékelés |
| Szerző          | PC               | PS        |
| --------------- | ---------------- | --------- |
| CNET Gamecenter | 7/10 (2000) 4/10 | 8/10      |
| CGW             | [ 13 ]           | N/A       |
| Game Informer   | N/A              | 2/10      |
| GamePro         | [ 15 ]           | [ 16 ]    |
| GameRevolution  | C−               | N/A       |
| GameSpot        | 7,1/10           | 5,4/10    |
| IGN             | 6/10             | N/A       |
| PC Gamer (US)   | 67%              | N/A       |
| PC Zone         | 61/100           | N/A       |

A játék mindhárom verziója megosztott kritikai fogadtatásban részesült a GameRankings kritikaösszegző weboldal adatai szerint.
A Computer Gaming World magazin szerkesztője 2,5/5 csillagra értékelte a játék Windows-verzióját, dicsérve a realisztikus szimulációs motort és a sokoldalú játéktermi stílusú irányítást, azonban kritizálta a grafikát, a lassú képfrissítést, a lassan reagáló ütőjátékot, a hangkommentárt és a mesterséges intelligenciát. Összegzésként kiemelte, hogy „Semmi kétség afelől, hogy a HardBall 6 mindezek ellenére jó baseballjáték, rengeteg alaposan kigondolt opcióval és részlettel, és süt róla, hogy olyan személyek készítették, akik nagyon jól megértik  a sportot. Azonban az új 3D motor hatalmas csalódás. Ami még ennél is rosszabb, hogy még az extra fejlesztési idő ellenére is még mindig olyan érzés, mintha elkapkodták volna. A finomhangolás tesz naggyá egy játékot, és a HardBall 6 nem lett olyan jó.”
A GameSpot 7,1/10-es pontszámot adott a játék Windows-változatára, dicsérve a „rendkívül pontos” szimulációs motort, ezzel szemben negatívumként emelte ki a hangkommentárt és a játékmenetet. Összegzésként kiemelte, hogy „A tavalyi Front Page Sports: Football Pro ’98 bebizonyította, hogy egy számtalan éven keresztül sikeres sorozat legújabb tagja nem feltétlenül lesz az addigi legjobb is – és a Hardball 6 ismét bebizonyította ezt. Kétségtelen, hogy felvonultat néhány jó dolgot is, azonban nem annyit, amit egy olyan folytatástól elvárnánk, melynek fejlesztésére ennyi időt szántak.” A weboldal a PlayStation-kiadással már kevésbé volt elégedett; 5,4/10-es pontszámmal díjazva azt, pozitívumként felhozva a statisztikák követését, szerkesztését és összehasonlítását, „amely téren a játék a legjobbak közé tartozik”. További pozitívumként sorolta fel több, a konzolos baseballjátékokra nem jellemző funkciót, így a széleskörű vezetőedző-módot. Negatívumként a grafikát és a játékosanimációkat, a hosszú töltési időket, a hangzást és a hangkommentárt jelölte meg. Összegzésként kiemelte, hogy „Mint ahogy a mondás is tartja: amiről valaki azt gondolja, hogy gyönyörű nem biztos, hogy másnak is az. Azoknak a játékosoknak, akik igazán el tudnak feledkezni a statisztikakövetésben vagy a csapatvezénylésben, azoknak a HardBall 99 stat-o-rama-alapú játékmenete nagyszerű választássá teszi a játékot. Mindezek ellenére meg kell barátkoznod a legjobb esetben »meghittnek« és a legrosszabbkor középszerűnek tűnő grafikával és hangzással. Valóban, a HardBall 99 játékmenet és opciók tekintetében minden részletre kiterjed, azonban égető szüksége lenne egy audiovizuális felújításra, ha el akarja csábítani a játékosokat a nagynevű baseballcímektől.”
A PC Zone brit magazin szerkesztője 61/100%-os pontszámot adott a játék Windows-kiadására, megjegyezve, hogy a grafika és a hangzás terén „messze alulmarad” a Triple Play 99-nel szemben, azonban a legnagyobb hibájának a hozzáférhetőség hiányát emelte ki.